# Nyamirama (periodiskt vattendrag i Burundi, Bubanza)
Nyamirama är ett periodiskt vattendrag i Burundi.   Det ligger i provinsen Bubanza, i den nordvästra delen av landet, 40 km norr om huvudstaden Bujumbura.
Omgivningarna runt Nyamirama är en mosaik av jordbruksmark och naturlig växtlighet. Runt Nyamirama är det tätbefolkat, med 343 invånare per kvadratkilometer.